# Осиновореченское сельское поселение
Осиновореченское се́льское поселе́ние — муниципальное образование в Хабаровском районе Хабаровского края Российской Федерации. Образовано в 2004 году. 
Административный центр — село Осиновая Речка.

## Население
| 2010  | 2011  | 2012  | 2013  | 2014  | 2015  | 2016  |
| ----- | ----- | ----- | ----- | ----- | ----- | ----- |
| 1979  | ↗1986 | ↗2359 | ↗2958 | ↗3081 | ↘2612 | ↘2518 |
| 2017  | 2018  | 2019  | 2020  | 2021  | 2024  | 2025  |
| ↘2456 | ↘2424 | ↘2356 | ↗2362 | ↘1602 | ↘1599 | ↘1589 |

## Населённые пункты
В состав поселения входят 2 населённых пункта:
| № | Населённый пункт | Тип  | Население |
| - | ---------------- | ---- | --------- |
| 1 | Восход           | село | ↘139      |
| 2 | Осиновая Речка   | село | ↘1463     |